# Calcaritis pallida
Calcaritis pallida är en fjärilsart som beskrevs av Hedemann 1881. Calcaritis pallida ingår i släktet Calcaritis och familjen mätare. Inga underarter finns listade i Catalogue of Life.